# کاتسوتوشی نایتو
کاتسوتوشی نایتو (انگلیسی: Katsutoshi Naito; ۲۵ فوریهٔ ۱۸۹۵ – ۲۷ سپتامبر ۱۹۶۹) کشتی‌گیر اهل ژاپن بود.